# ポケットモンスターSPECIAL
『ポケットモンスターSPECIAL』（ポケットモンスタースペシャル）は、ゲームソフト『ポケットモンスター』シリーズを題材とする漫画作品。通称はポケSP、ポケスペなど。シナリオ担当者は日下秀憲。作画担当者は真斗（1 - 9巻）、山本サトシ（10巻 - ）。
なお、2014年より「通常の単行本」（通巻版）と、それに先駆けて別レーベルで発売される「新章の先行版」の2形態でリリースされているが（詳細は後述）、本記事における「○巻」や「単行本」という用語は特記のない限り通巻版のものを指す。

## 概要
1997年4月から小学館の学年別学習雑誌『小学四年生』で連載開始。以降、2009年度までは『小学四年生』 - 『小学六年生』（2004年度は『小学三年生』-『小学六年生』　　2005年 度は『小学三年生』 - 『小学五年生』）の3誌で縦断連載され、『小学五年生』・『小学六年生』休刊後の2010年度からは、新たに『コロコロイチバン!』と『ポケモンファン』で連載開始。既存の『小学四年生』も休刊となった2012年度以降は『コロコロイチバン!』と『ポケモンファン』の2誌縦断連載となり、2015年からはWebコミックサイト『クラブサンデー』でも連載開始し（それに伴い『ポケモンファン』での連載は一時休止）、2016年途中より『サンデーうぇぶり』に移籍。過去には『ポケモンワンダーランド』に連載されていた時期もあった。
ちなみに学年誌時代の3誌縦断連載だが、学年誌の1話完結形式ではない漫画作品の中では非常に特徴的な連載形式であり、通常の学年誌での漫画は、学年誌で同じ年度学年別に同じ漫画を連載する際は同じ話を同時に掲載するか、学年度事に第1話、最終回を複数描き同じキャラクターで別のストーリーを展開するのが定席であった(単行本の時は複数の話からセレクトし、矛盾を防ぐ為全話が掲載される事は稀であった)。しかしこの作品はあらかじめ物語のロードマップを定め、各年度事に別のストーリーを展開しながら単行本の時に全話が本来の順番に戻され一つのストーリーとなるという方式で連載されていた(例を上げると1章では単行本第1話〜3話が「六年生」に掲載された1〜3話、4〜5話が「四年生」に掲載された1〜2話…などを雑誌でも単行本でも違和感なく構成している)。
ゲーム本編の新作が発売される度にそれを題材にした新章が連載されており、ポケモンを題材とする漫画の中では、穴久保版『ポケットモンスター』に次ぐ長期連載となっている。2017年12月時点で全世界累計発行部数は3000万部程度を記録している。2015年からは電子書籍としてもリリースされている。
当初は原作と同じ『ポケットモンスター』のタイトルで連載開始したが、単行本を発売する際に先行して単行本がリリースされていた穴久保版と書店・取次所に対しての区別をつけるために、判型の異なる『てんとう虫コミックススペシャル』レーベルでの発売が決まり、同様の理由でタイトルにもレーベル名から『SPECIAL』が付いたという経緯がある。他のタイトル候補には『ポケットモンスター G（ゲット）』、『ポケットモンスター Z』などがあった。
第一章と第二章の単行本の初期の版の帯には、田尻智・石原恒和・宮本茂・杉森建・イマクニ・増田順一らポケモンに関わった人達の推薦文が書かれており、田尻は「僕が伝えたかった世界に最も近い」との文章を寄せている。

## 作風
権威ある研究者から「ポケモン図鑑」を託された、ゲーム版に登場する人物を元にした個性豊かな主人公「図鑑所有者」たちが、ポケモンを悪事に使おうとする勢力と戦う中で成長していく物語。章ごとに主人公が交代していく体制であり、同じ主人公が一貫して登場することはなく、登場しない間隔も長期間である。ホウエン地方・シンオウ地方・イッシュ地方・カロス地方・アローラ地方・ガラル地方のシリーズではゲーム本編も過去の地方との繋がりがないため、登場キャラクターが一新されている事が多くなった。ただし、基本的に内容はゲーム版の発売順に進行していくため、次章で連続して同じ主人公が登場する場合もある。
他のポケモンメディアミックス作品に比べるとドラマ性が重視されたシリアスな作風が特徴であり、ストーリーはゲーム版をベースにしながらもアレンジが加えられた独自の展開で進んでいく。特に第3章（金・銀・クリスタル編）以前では、一部のジムリーダーや四天王が悪役として登場する場合もあった。
ポケモンの技・特性・姿や、ゲーム内でのポケモン図鑑の説明文や小ネタなどの設定が何らかの形でストーリーや演出に組み込まれることが多い。また、『ポケモンレンジャー』のような本編以外の外伝作品や、アニメ版（特に劇場版）やポケモンカードゲームといったゲーム以外のメディアにおける設定が反映されることもある。
戦闘シーンでは、戦っている最中に相手が気付かない内に違う技を仕掛けたり、複数のポケモンの技を合体させ威力を高めるといったゲームでは決して出来ない戦い方も特徴の1つ。悪人に至っては敵トレーナーを直接攻撃する、モンスターボールの開閉スイッチを破壊し控えポケモンを出せなくするなど、より悪人らしく手段を選ばず襲撃することもある。
各話のタイトルは、一部を除き全て「VS（ポケモンの名前）」となっており、第4章以降は別個にサブタイトルも設定されている。また、「全てのポケモンと技を登場させる」事を方針としており、第9章（ハートゴールド・ソウルシルバー編）完結時点で第四世代（『ポケットモンスターダイヤモンド・パール・プラチナ』『ポケットモンスター ハートゴールド・ソウルシルバー』）までに登場したポケモンと技は名前のみ登場の「わるあがき」を除き全て登場済みである。

## 連載に関する事項

### 作画担当者交代
第3章（金・銀・クリスタル編）連載途中の2000年後半、作画担当の真斗が体調を崩し休載が増加。最終的に本人の申し出により降板となり、物語上ではそれまでの主人公であるゴールドとシルバーが「行方不明」という形で一旦退場となった。代理原稿として『小学六年生』2月号では10ページの特集記事が、『小学四年生』・『小学五年生』・『小学六年生』の3月号にはお詫びを知らせる1ページの記事が掲載された。編集部の間では心機一転の意もあって、日下と新しい作画担当者の手で「本作とは別の新しいポケモン漫画」を連載する案もあったが、日下の強い希望により「SPECIALのつづき」を連載することになった。
新しい作画担当者は3組の候補から選考の末、2000年末に山本サトシに決定し、2001年度より新キャラクターのクリスタルへ主人公を交代した『クリスタル編』の連載が開始。連載が軌道にのるにつれて、徐々に2000年度までの『金・銀編』の内容や布石に合流させていき、最終的に『金・銀・クリスタル編』という一貫したストーリーになった。
この影響もあって、第3章の単行本化は7巻（第2章完結分）発売から1年以上経過した後に8・9・10巻同時発売という形で開始され、山本担当分は10巻からの収録とすることで区切りがつけられた。なお、作画交代の直後はクリスタル以外の当時の図鑑所有者の素顔が見えないように描かれていた。
山本担当後も、回想シーンで真斗が担当していた時代のシーンが載ることもある。

### 単行本発売のペース
本作品は単行本の発売が不定期になりやすい。これは、章が変わっても巻数が継続する仕様上、単行本において古い章が完結するまでは新しい章の単行本化が行われないためである。
章ごとに違う雑誌で並行連載が行われている場合、主要な連載誌である月刊誌では、ゲーム本編の最新作に合わせた新しい章の連載が優先して行われる。一方の古い章は、不定期刊行雑誌で連載される場合もあるが、それさえも新しい章の連載が優先されて、完結しないまま連載停止になってしまうことも少なくない。その結果、章の終盤に差し掛かるとストック切れが深刻になり、残りのストーリーは単行本へ直接の描き下ろしを余儀なくされるため、単行本の刊行ペースは鈍化する。その為、連載誌と単行本では大幅に台詞や展開が異なる場合も存在する。
一方の新しい章は、単行本において古い章が完結するまでは、単行本化ができないままひたすらストックを増やしていくことになり、最終的に単行本化が実現するのは、連載開始から2年近く経った後になることも多い。逆にひとたび単行本化が可能になれば、それまでに溜まった膨大なストックを一気に消費できるため、数か月連続で刊行されることもある。
このことは以下のような事情にも発展した。特に第7 - 9章は掲載誌の休刊や第10章の開始でペースが複雑化している。
第6章（エメラルド編）描き下ろしの事情
第6章は中盤以降から、連載を学年誌から『ポケモンワンダーランド』に移行したが、同誌は不定期刊行であったため、2007年7月14日のvol.9発売から2008年10月18日のvol.10発売まで、1年3ヵ月の期間を要した。その影響で単行本化が出来ず、『ポケモンワンダーランド』での連載は当初vol.11まで行う予定だったが、それをvol.10で打ち切り、残りの部分は29巻に直接描き下ろされた。そのため28巻が発売されてから29巻が発売されるまで約1年かかることになり、第7章（ダイヤモンド・パール編）の単行本への収録は、第7章（ダイヤモンド・パール編）連載開始から約2年が経過した2008年12月発売の30巻からとなった。
学年誌の休刊に伴う連載雑誌変更および連載停止事情
2009年度をもって『小学五年生』と『小学六年生』が休刊となったため、第7章と第8章（プラチナ編）が連載停止。2010年度からは『コロコロイチバン!』と『ポケモンファン』に移行し、既存の『小学四年生』を含めた3誌とも、新たに第9章の連載を開始したが、同年9月より第10章（ブラック・ホワイト編）に順次移行した。そのため第7章・第8章・第9章が停止状態となった。この結果、これらの章の終盤は単行本描き下ろしの割合が非常に多くなり、第8章完結分が収録された40巻に至っては全ページ描き下ろしとなった。
さらに2011年度をもって『小学四年生』が休刊になったため、3誌縦断連載というスタイルが維持できなくなり、2012年度からは『コロコロイチバン!』と『ポケモンファン』の2誌のみでの縦断連載へ変更。その為、第12章（X・Y編）に順次移行し、第11章（ブラック2・ホワイト2編）は連載数僅か6回で連載休止。加えて『ポケモンファン』は不定期発売のため、連載ペースは過去に比べると大幅に低下、その後『ポケモンファン』上での連載も中止された。
2015年からは学年誌の代わりにWebサイト『クラブサンデー』にて第13章（オメガルビー・アルファサファイア編）が連載開始され、休止となっていた第11章も第13章完結後に後継として『サンデーうぇぶり』で再開された。
第12章（X・Y編）より先行単行本化（2ライン化）の開始
以上のような事例を重ねた結果、第12章は単行本1冊分のストックが溜まり次第、第11章（ブラック2・ホワイト2編）の単行本化に先駆けて『ポケットモンスターSPECIAL X・Y』のタイトルで、従来とは別の巻数による単行本を発売するようになった。
ただし、これはあくまで「『コロコロイチバン!』の読者をメインターゲットにした先行単行本化」という形であり、これまでの巻数がリセットされたわけではない。従来の販売フォーマットも「通巻版」として継続し、第12章の通巻版は従来通り前章（第11章）が単行本上で完結した後のリリースを予定している。第13章（オメガルビー・アルファサファイア編）以降も同様の2ライン体制を採用しており、『ポケットモンスターSPECIAL オメガルビー・アルファサファイア』などといったタイトルで、通巻版に先駆けて先行版を別途発売している。
なお、この先行版は収録内容に加えてレーベルや判型も通巻版と異なっており、通巻版が「てんとう虫コミックススペシャル」（B6サイズ）であるのに対し、先行版は「てんとう虫コロコロコミックス」や「てんとう虫コミックス」（いずれもB40（新書判）サイズ）となっている。

## 翻訳版
公式に翻訳版が発売されているのは、北アメリカなどの英語圏のほか、シンガポール・マレーシア・タイ・ベトナム・中国・台湾・香港・韓国といったアジア、またイタリア・フランス・ドイツ・スペイン・フィンランド・ポーランド・ギリシャなどの欧州、メキシコ・ブラジル・アルゼンチンなどの中南米を含め、20か国以上である。
日本では『ポケットモンスター 赤・緑』が発売された後に『ポケットモンスター青』が発売されたのに対して、国外では日本版の『緑』にあたるものが『Blue（青）』として発売され、『Green（緑）』という名前のバージョンは発売されなかった（ただしリメイク版は海外版も『ファイアレッド（FireRed）』・『リーフグリーン（LeafGreen）』として発売されている）ため、日本版のグリーンは海外版ではブルーに、日本版のブルーは海外版ではグリーンという名前になっている。
中国語版では『神奇寶貝特別篇（台青文版）/寵物小精靈特別篇（港青文版）/精灵宝可梦特别篇（吉林版）』というタイトルで図鑑所有者の名前はそれぞれ種類が異なり（青文版）、レッドとグリーンは中国語では「小智（サトシ)」・「小茂(シゲル)」というデフォルト名であり、ブルー・ゴールド・シルバー・ラクツ・ファイツ・そうど（創人）は「小藍」・「阿金」・「阿銀」・「黑次」・「白慈」・「創人」という外来語の中国語読み、イエロー・クリスタル・ルビー・サファイア・エメラルド・ダイヤモンド・パール・プラチナ・ブラック・ホワイト・エックス・ワイ・サン・ムーン・シルドミリア（しーちゃん）は「小洛」・「克麗絲塔兒」・「路比」・「莎菲雅」・「米拉特」・「戴亞蒙德」・「帕爾」・「普蘭汀娜」・「布萊克」・「懷特」・「艾克斯」・「華依」・「桑恩」・「暮恩」・「希露朵米莉雅（小希）」という外来語の当て字読みである。
日本の漫画が大人気の欧米では、ゲーム版の人気がピークの内に漫画版を販売したかったため、第10章（ブラック・ホワイト編）が英語とフランス語に翻訳されて、日本に先駆けて単行本が発売された。このため、海外では章によっては別の巻数で発売されている。アメリカ版は、ニコロデオンマガジンまんが賞の「Favorite Manga Series」（1番好きな漫画賞）を受賞した。

## 補足
過去に2度、限定版が出版されている。連載10周年記念として2007年8月に発売された27巻限定版（10万部限定）には、特製アートボードが付属。節目となる50巻目を迎えたことを記念して2014年3月に発売された50巻限定版には、64ページのカラーイラスト集が付属した。いずれも値段は通常版よりやや高め。
2013年に刊行されたムック本『ポケモン・ザ・コミック』（ISBN 978-4-09-102152-6）に、描き下ろしとして『シロガネ山修行編』が掲載された。主役は単行本累計発行部数1000万部突破記念の人気投票で1位になったレッドとピカ（ピカチュウ）。時系列は第3章から第5章までの間であり、第6章や第9章では当該エピソードの出来事について触れられているが、現時点で単行本未収録。
教育出版から発行されている小学5年生向けの国語の教科書（2002年度版以降）の漫画の表現方法について解説している単元に、本作の1巻の一部が掲載されている。
東京書籍から発行されている中学2年生向けの英語の教科書の異文化交流を行う設定の単元に、日本の漫画文化の代表例の一つとして本作の1巻の表紙が載っていたが、2009年度版以降の版では別の漫画に差し換わっている。
ダ・ヴィンチが2012年に調査した「アニメ化してほしい小説・コミック」では3位にランクインした。

## 各章の概要・あらすじ
現在までに計16章（第15章まで完結済）が発表されており、以下の通りに構成されている。
| 章     | タイトル                                     | 連載媒体 | 話数               | 通算話数      | 通巻版            | 先行版  |
| ------ | -------------------------------------------- | --- | ------------------ | ------------- | ----------------- | ------- |
| 第1章  | 赤・緑・青編                                 | 小学四年生-六年生1997年4月号 - 1999年12月号 Chu’net 99年春号 | 全40話             | 第1 - 40話    | 1 - 3巻           | 未発売  |
| 第2章  | イエロー編                                   | 小学四年生-六年生1997年4月号 - 1999年12月号 Chu’net 99年春号 | 全50話             | 第41 - 90話   | 4 - 7巻           | 未発売  |
| 第3章  | 金・銀・クリスタル編                         | 小学四年生2000年1月号 - 2003年1月号 小学五年生2000年1月号 - 2003年3月号 小学六年生2000年1月号 - 2003年2・3合併号                                                           | 全90話             | 第91 - 180話  | 8 - 15巻          | 未発売  |
| 第4章  | ルビー・サファイア編                         | 小学四年生2003年2月号 - 2005年3月号 小学五年生2003年4月号 - 2006年3月号 小学六年生2003年4月号 - 2004年10月号、2006年4月号 - 9月号 小学三年生2003年5月号 - 7月号            | 全87話             | 第181 - 267話 | 15 - 22巻         | 未発売  |
| 第5章  | ファイアレッド・リーフグリーン編             | 小学三年生2004年4月号 - 2005年3月号→小学四年生2005年4月号 - 2006年3月号→小学五年生2006年4月号 - 2007年3月号→小学六年生2007年4月号                                          | 全35話             | 第268 - 302話 | 22 - 26巻         | 未発売  |
| 第6章  | エメラルド編                                 | 小学三年生2005年4月号 - 2006年3月号→小学四年生2006年4月号 - 2007年3月号 ポケモンワンダーランドvol.9・vol.10                                                                | 全35話             | 第303 - 337話 | 26 - 29巻         | 未発売  |
| 第7章  | ダイヤモンド・パール編                       | 小学三年生2006年12月号 - 2007年3月号 小学四年生2007年4月号 - 2009年3月号 小学五年生2007年4月号 - 2010年3月号 小学六年生2007年4月号 - 2010年2・3合併号                      | 全79話             | 第338 - 416話 | 30 - 38巻         | 未発売  |
| 第8章  | プラチナ編                                   | 小学四年生2009年4月号 - 2010年3月号 ポケモンファン第13号（vol.13） | 全25話             | 第417 - 441話 | 38 - 40巻         | 未発売  |
| 第9章  | ハートゴールド・ソウルシルバー編             | 小学四年生2010年4月号 - 12月号 コロコロイチバン!新4号 - 新7号（2010年1月号 - 4月号） ポケモンファン第12号（vol.12）                                                        | 全19話             | 第442 - 460話 | 41 - 43巻         | 未発売  |
| 第10章 | ブラック・ホワイト編                         | 小学四年生2010年12月号 - 2012年3月号 コロコロイチバン!新8号 - 新37号（2010年5月号 - 2013年8月号） ポケモンファン第14号 - 第30号（vol.14 - 30）                             | 全64話             | 第461 - 524話 | 43 - 51巻         | 未発売  |
| 第11章 | ブラック2・ホワイト2編                       | コロコロイチバン!新38号 - 新40号（2013年9月号 - 11月号） ポケモンファン第25号・第31号・第32号（vol.25・31・32） サンデーうぇぶり2016年11月22日更新分 - 2020年4月17日更新分 | 全24話             | 第525 - 548話 | 52 - 55巻         | 未発売  |
| 第12章 | X・Y編                                       | コロコロイチバン!新41号（2013年12月号） - 2017年1月号 ポケモンファン第33号 - 第39号（vol.33 - 39）                                                                         | 全47話             | 第549 - 595話 | 55 - 62巻         | 全6巻   |
| 第13章 | オメガルビー・アルファサファイア編           | クラブサンデー2015年1月6日更新分 - 2016年7月5日更新分 サンデーうぇぶり2016年8月2日更新分 - 2016年9月6日更新分                                                              | 全23話（連載回数） | 第596話 -     | 62 - 65巻（予定） | 全3巻   |
| 第14章 | サン・ムーン・ウルトラサン・ウルトラムーン編 | コロコロイチバン!2017年1月号 - 2020年1月号 | 全37話（連載回数） |               | 65巻（予定） -    | 全6巻   |
| 第15章 | ソード・シールド編                           | コロコロイチバン!2020年1月号 - 2023年8月号 | 全43話（連載回数） |               |                   | 全7巻   |
| 第16章 | スカーレット・バイオレット編                 | コロコロイチバン!2023年10月号 - |                    |               |                   | 既刊3巻 |

各章は全て同一世界観となっており、時系列は第1章→第2章→第3章→第4章→第5章→第6章→第9章→第13章→第7章→第8章→第10章→第11章の順。地方間の年単位での時系列が判明しているのはカントー・ジョウト・ホウエンを舞台とする章だけで、それ以外の地方同士における時系列上の正確な互換性は現時点で明らかにされていない。第12章は少なくとも第13章より後、第11章より前の時系列、第14章と第15章は少なくとも第12章より後の時系列だが前章から具体的にどれだけ時間が経過しているかは不明となっている。話数は第1章から通し番号になっている。

### 第1章/赤・緑・青編
ポケットモンスターSPECIALの最初の物語。ゲーム『ポケットモンスター 赤・緑・青』をモチーフにした章。主な舞台はカントー地方。
あらすじ
カントー地方の小さな町・マサラタウンにいる少年レッドは町内では有名な腕利きのポケモントレーナー。
ある日、レッドは森で何かを捜索している様子の黒ずくめの男たちと遭遇する。そこで「西の森に幻のポケモンがいる」という情報を入手した彼は単身で西の森へ向かう。レッドがそこで見たのは、自分と同い年の少年・グリーンが光り輝く謎のポケモン（ミュウ）と戦闘している様子だった。レッドはグリーンに加勢し、ニョロゾを戦闘に参加させるが、その謎のポケモンの一撃を受けて倒されてしまう。
落胆した彼は「強いポケモントレーナーになる方法」を聞くためにオーキド博士の元へ向かう。そこで彼はオーキド博士に「フシギダネ」というポケモンとポケモンの生態を記録する装置「ポケモン図鑑」を譲り受け、“究極のポケモントレーナー”を目指し長い旅に出る。
謎の少女・ブルーやジムリーダーたちとの出会いを通じトレーナーとして成長を続けるレッドはやがてカントー地方全土で暗躍するロケット団の陰謀に立ち向かっていく。

### 第2章/イエロー編
ゲーム『ポケットモンスター 赤・緑・青・ピカチュウ』をモチーフにした第1章の続編となる章。主な舞台はカントー地方とスオウ島。
あらすじ
ロケット団とのシルフカンパニーの戦いから2年の歳月が流れた。レッドはポケモンリーグの優勝者として挑戦者の相手を続け、ブルー・グリーンもそれぞれの目標に向かいマサラタウンを離れていた。ある時、マサラタウンへと帰郷したレッドは新たな挑戦状を受け取り、その挑戦を受けにマサラタウンを後にする。
その後、レッドからの音沙汰はないまま1ヵ月後、オーキド博士の元にやってきたのは傷つき瀕死の状態になったレッドのピカであった。ただならぬ雰囲気を感じた博士の前に現れたのはドードーに乗った麦わら帽子を被った謎の子供・イエローであった。
「レッドの知り合い」だというその子供に戸惑い・不審を感じるオーキド博士だったが、イエローの持つポケモンへの並外れた優しさと気難しい筈のピカが主人（おや）ではないイエローに懐く様子を見た博士はイエローにレッドの捜索を依頼し、レッドのポケモン図鑑とピカを託す。
こうしてイエローはレッドを探すため旅に出るが、ポケモンが人間に害されない世界を作ろうとするカントー四天王との戦いに巻き込まれていく。

### 第3章/金・銀・クリスタル編
ゲーム『ポケットモンスター 金・銀・クリスタル』をモチーフにした章。主な舞台はジョウト地方。
名目上の主人公はゴールドとなっているが、前述の作画交代から一時はクリスタルが主人公として描かれており、連載時にはそれに伴い一時期「ポケットモンスター☆SPECIAL クリスタル(crystal)」というタイトルになっていた。ゴールド合流後の後半においても、各話でスポットが当てられる人物が目まぐるしく変わる。
あらすじ
カントー四天王事件から1年後。ジョウト地方・ワカバタウンに住む少年・ゴールドは近所では有名な「ポケモン屋敷の坊」であり、近所の人気者でもあった。
ある夜、ゴールドはひょんなことからたんぱんこぞうのゴロウと出会う。オーキド博士から言い付かってウツギ博士に荷物を届けに行く途中だというゴロウの話を聞いたゴールドは、オーキド博士とラジオで共演している憧れのアイドル・クルミちゃんのサイン目当てにゴロウが荷物を届けオーキド博士の所に戻るまでの道中に強引に同行することを決める。
ところが道中でゴールドのリュックと、中に入っていたポケモンが何者か（ロケット団残党）に盗まれてしまう。犯人はウツギ博士へ届ける荷物と間違えてゴールドのリュックを盗んだのではないかと推測したゴールド達は犯人が次にウツギ博士のところに向かうと予想し、ウツギ博士の研究所へと向かう。研究所に到着したゴールドが遭遇したのは赤色の髪をしたゴールドと同年代の少年だった。その少年がウツギ博士が研究中の3匹のポケモンの中の1匹・ワニノコを盗み出した事を知ったゴールドは、ワニノコとリュックを取り返すために、3匹の中のもう1匹・ヒノアラシと共に少年と戦うも少年には逃げられ、リュックを取り返すことも出来なかった。この事件は警察には任せておけないと感じたゴールドは自分の手で少年を捕まえることを決める。
その夜、ゴールドはオーキド博士と出会う。オーキド博士が偶然見つけてくれた自身のリュックに喜ぶゴールド。しかし、あの赤髪の少年が“ポケモン図鑑”を盗んだことを知ると少年に対抗するために自分もポケモン図鑑が欲しい、とオーキド博士に頼み込む。最初は断られたがゴールドの熱意がオーキド博士の心を動かし、ポケモン図鑑を譲り受ける。ゴールドはリュックのポケモンをゴロウに任せ、新たな相棒・ヒノアラシの「バクたろう」とともに赤髪の少年・シルバーを追って冒険へと出発する。
シルバーとの共闘や捕獲の専門家クリスタルとの出会いを経たゴールドは復活したロケット団残党を影から操る「仮面の男」に挑む。

### 第4章/ルビー・サファイア編
ゲーム『ポケットモンスター ルビー・サファイア』をモチーフにした章。主な舞台はホウエン地方。
連載時に「ルビー・サファイア・エメラルド編」と書かれていた時期があったが正式には、ルビー・サファイア編。従来の「人とポケモンとの交流」よりも人間同士のドラマが主体となって描かれている(以降この主体が強く現れてくる)。
4年間に渡って連載され、ゲーム『ポケットモンスター ファイアレッド・リーフグリーン』・『ポケットモンスター エメラルド』はおろか、『ポケットモンスター ダイヤモンド・パール』発売直前まで連載が続いていたため、後の第5章・第6章・第7章の連載や単行本化に大きく影響を与えた。
また、本章の後半から山本独自の絵柄に変化していった。
あらすじ
ジョウト地方の「仮面の男」事件から1年半後。ホウエン地方にジョウト地方・コガネシティから1人の少年・ルビーが母親と共に引っ越してきた。彼の父親はトウカシティのジムリーダーで別名「強さを追い求める男」センリ。バトルが大嫌いなルビーはセンリに今の自分を認めさせるため、ホウエン地方で開催されている全てのポケモンコンテストで優勝する事を決意し、引っ越して来たその日に家出するがその途中でセンリの友人・オダマキ博士の娘・サファイアと出会う。ポケモンコンテストを軟弱と嫌う彼女と言い争った末、2人は「80日以内にルビーはポケモンコンテストを、サファイアはポケモンジムを全て制覇する」という賭けをする事になる。
それぞれの目標を果たす旅に出た2人だが、その道中でルビーは赤い装束の一味「マグマ団」、サファイアは青い装束の一味「アクア団」と遭遇し、彼らの起こす事件に巻き込まれていく。これらの組織は伝説の超古代ポケモングラードンとカイオーガを狙っていた。旅の中で様々な人とのふれ合いや挫折を経験して、ルビーとサファイアはホウエン地方を巻き込む大災害を止めるべく、2つの組織との戦いに挑む。

### 第5章/ファイアレッド・リーフグリーン編
ゲーム『ポケットモンスター ファイアレッド・リーフグリーン』をモチーフにした章。主な舞台はカントー地方とナナシマ。
リメイク作品が原作ということもあり、初めて新主人公が登場しない章。また、この章は終始デオキシスを追うストーリーのためか、単行本では「VS（ポケモンの名前）」というタイトルが使われていない。他にも、ミュウツーの拘束具や登場時の台詞・2体存在するデオキシスとその分身体の登場など、劇場版ポケモンと同様の設定が多く登場するのも特徴。
初代図鑑所有者達の作画は第3章では真斗の絵柄に近かったが、本章では山本独自の絵柄となる。
あらすじ
ホウエン地方で起きたカイオーガとグラードンの激突から約半年後。レッドとグリーンはオーキド博士に呼び出され、マサラタウンのオーキド研究所を訪れるも当のオーキド博士はおらず、机の上には手紙とボイスチェッカーが置かれていた。ボイスチェッカーには「ポケモン図鑑を取り上げる!」というオーキド博士の言葉が吹き込まれており、何かあると感じた2人はオーキド研究所の転送装置でポケモン図鑑をオーキド博士の元に送り、手紙に同封されていたトライパスが使用出来るクチバシティの港を目指す。
その頃、クチバシティの港では長い間離れ離れだった両親と連絡のついたブルーが両親との再会のために船「シーギャロップ号」に乗り込んでいた。後にレッドとグリーンも乗り込むが、別の場所にいたブルーは肉眼では見えない正体不明の怪物に襲撃される。
やがて船は目的地・「1の島」に到着。拘束されて身動きの取れないブルーの元へブルーの両親が走り寄ってくるが、2人は突如足下に発生した闇に飲み込まれてしまう。またも両親と引き裂かれたショックでブルーはその場で意識を失ってしまう。レッドとグリーンが事を目撃した時には敵は既に去った後だった。
やがて全ての元凶が再結成したロケット団にあることを知ったレッド達はブルーの両親と攫われていたオーキド博士を助け出すため、「2の島」の老女・キワメが守ってきた3つの究極技を授かり、ロケット団首領のサカキと新幹部・三獣士との戦いに身を投じる。

### 第6章/エメラルド編
ゲーム『ポケットモンスター エメラルド』の主にバトルフロンティアをモチーフにした章。主な舞台はホウエン地方・バトルフロンティア。
エメラルド・ゴールド・クリスタル・ルビー・サファイアが石化から復活したレッド・グリーン・ブルー・イエロー・シルバーと合流し、カントー地方・ジョウト地方・ホウエン地方10人の歴代図鑑所有者達が集結する。
当初は「バトルフロンティア編」と呼ばれていたが、単行本化の際、「エメラルド編」に変更された。先述の第4章の連載長期化や『ポケモンワンダーランド』の発売状況などにより、連載が大幅に遅れたため、終盤部分は連載されず初めて直接単行本に描き下ろされた。
あらすじ
ナナシマの騒動から約3ヵ月後。ホウエン地方にバトルフロンティアと呼ばれるポケモンバトルの専門エリアが完成し、オープニングセレモニーが行われようとしていた。そこへむげんポケモン・ラティアスとラティオスに連れられ、1人の少年が降り立った。名はエメラルドといい、ポケモンを1匹も所持せずに「ポケモンバトル」が好きでバトルフロンティアを制覇しに来たという。挑戦の申し込みにバトルタワーへ向かったエメラルドだが、そのハチャメチャな行動でオープニングセレモニーを台無しにしてしまう。当然フロンティアブレーンたちに絞られるエメラルドだがマスコミからはセレモニーの一部だと思われてしまい、混乱を避けるべくフロンティアブレーン達はエメラルドにマスコミに対しての施設公開の7日間（7月1日 - 7日）、バトルフロンティアに挑戦する権利を与える。
時を同じくしてバトルフロンティアで目覚めた「願い星」と呼ばれる存在、そしてその力を手に入れんとする魔の手が忍び寄りつつあった。エメラルドとフロンティアブレーン達は願い星・ジラーチを甲冑を着た謎の男・鎧流（ガイル・ハイダウト）から守るため、そしてバトルフロンティアを無事にオープンするため、ジラーチを巡るガイルとの攻防を繰り広げる。

### 第7章/ダイヤモンド・パール編
ゲーム『ポケットモンスター ダイヤモンド・パール』をモチーフにした章。主な舞台はシンオウ地方。
ダイヤモンドとパールの2人は物語の始まる前、ポケモンと無関係の夢を持っていたり、プラチナの本名が34巻まで明かされないなど、歴代のシリーズの中でも異色と言える章。連載雑誌である『小学五年生』・『小学六年生』の休刊に伴い、37巻・38巻で描き下ろしが行われた。
当初は他の章との繋がりはあるものの、時間間隔がストーリー中に一切語られておらず、物語全体の世界観のいつ頃の時期なのかがハッキリしていなかったが、第9章の終盤でこの章に繋がる出来事やその冒頭が描かれ、時系列が第6章→第9章→第7章→第8章であった事が明らかとなった。さらに、第13章では続く第8章の直後ととれる場面が描写されているため。、第9章の約半年後であると捉えることができる。
あらすじ
ある日、シンオウ地方の名家「ベルリッツ家」の令嬢・プラチナは、旅立ちの日を迎えていた。ベルリッツ家には跡継ぎの者は「家紋を刻んだアクセサリーを作るために自分でその材料をテンガン山の山頂まで取りに行かねばならない」という伝統がある。彼女は父に頼みこみ、2人のボディガードをつけるという条件で伝統への挑戦を許可された。
その頃、コトブキシティではダイヤモンドとパールという2人の少年がお笑いコンテストに出場していた。本番では失敗したものの特別賞をもらった2人は先に渡された景品の旅行券を手に表彰式へ向かう途中、2人の男性と衝突してしまう。その後、2人は賞品の旅行券を確認するとそこには「旅の任務：護衛　旅の目的地：テンガン山山頂　待ち合せ場所：コトブキマンション前」と書かれていた。奇妙な内容に首をかしげながら2人が待ち合わせ場所に向かうとそこにはボディーガードを待つプラチナがいた。
実は2人が衝突した相手はプラチナの父・ベルリッツ氏とベルリッツ親子が助手を務めるナナカマド博士であり、4人が衝突した際にダイヤモンドが持っていた「旅行券」がナナカマド博士の持っていたボディーガードへの「依頼書」と入れ替わっていたのだ。ダイヤモンドとパールはプラチナのことを「旅行のツアーガイド」と、プラチナは2人を「同年代の旅行と見せかけるためのカモフラージュをしたボディガード」と勘違いし、お互いに納得してしまう。
こうして広大なシンオウ地方を舞台にダイヤモンド・パール・プラチナの3人はお互いに勘違いを抱えたまま、テンガン山の山頂を目指す旅が始まる。しかし、その道中で3人は新宇宙の創造を目論む謎の組織「ギンガ団」の計画に巻き込まれていく。

### 第8章/プラチナ編
ゲーム『ポケットモンスター プラチナ』をモチーフとした章。主な舞台はシンオウ地方・バトルゾーンとこの世の裏側と呼ばれるやぶれた世界。
第7章とは舞台・主人公・時期はほぼ変わっておらず、第7章第2部とも言える章。連載雑誌である『小学五年生』・『小学六年生』の休刊に伴い、39巻・40巻で描き下ろしが行われ、40巻に至っては全ページ描き下ろしとなった。
あらすじ
やりの柱での決戦後、ダイヤモンドとパールはプルートから奪ったメモに記載された伝説のポケモンを調査する旅に出発する事となった。その一方で行方不明となっている本来のボディガード・パカとウージを見つけ出すべく、新たな決意を胸に秘めるプラチナは母であるヤナセ教授から「やぶれた世界」を調査するように言われ、プラチナはバトルゾーンのリゾートエリアにある別荘を購入し、調査の拠点とする。調査方法はバトルゾーンのファイトエリアにあるバトルフロンティアに挑戦し、各施設のフロンティアブレーンやフロンティアブレーンに挑戦するトレーナー達から「やぶれた世界」の情報を得る方針に固めた。同時にヤナセより連絡を受けた国際警察のハンサムと出会い、バトルゾーンに潜伏しているというギンガ団の追跡にも協力する事に。
四天王・オーバの弟・バクの一方的なハードマウンテンでの調査も相まって、いよいよプラチナのバトルフロンティアへの挑戦が本格的に始まった。そして同時に"この世の裏側"と言われる、未知の世界を見つけ出すという挑戦の火蓋が切られたのだった。

### 第9章/ハートゴールド・ソウルシルバー編
ゲーム『ポケットモンスター ハートゴールド・ソウルシルバー』をモチーフにした章。主な舞台はジョウト地方とシント遺跡。
『小学五年生』と『小学六年生』が休刊になったため連載開始当初から学年誌以外での連載が行われていたが、第10章の連載開始のために僅か半年間で連載休止。終盤単行本に描き下ろしで補完はされたものの、歴代最短章となった。
小学館ホームページの単行本案内(42巻)では本章が「ゴールドとシルバーの最後の戦い」とある。
あらすじ
バトルフロンティアでのジラーチを巡る騒動から3年後、ジョウト地方各地にてロケット団が再び活動を再開し始めていた。
オーキド博士からの依頼を受けたゴールドはワタルから復活したロケット団が狙う幻のポケモン・アルセウスの情報を得るため、ジョウト地方の新施設・ポケスロンに向かい、スポーツ競技に挑んでいた。そこへ突如、我を失ったワタルのカイリューが出現する。カイリューの暴走を沈め、ワタルが何者かの襲撃にあったことを掴んだゴールドはエンジュシティに向かう。
同じ頃、サカキの関与の可能性を考えながらも独自にロケット団の動きを調べ続けていたシルバーはうずまき島のワタルの隠れ家に赴く。だがそこにワタルの姿はなく、同じくワタルを探すイブキからワタルが残した「サファリゾーン」・「プレート」・「アルセウス」という謎のメッセージを掴み、タンバシティ近辺に出来たサファリゾーンに向かう。そしてサファリゾーンでシルバーはクリスタルと再会する。
一方、ロケット団では首領の地位を得んと企むかつての三獣士の一人・チャクラを退け、「サカキの意志を継ぐ4将軍」を自称するアポロ・アテナ・ラムダ・ランスの面々が新たにロケット団のトップに君臨。4人は人間に絶望した幻のポケモン・アルセウスを手中に収めるべく暗躍する。
4将軍らロケット団の野望を阻止するため、ゴールド・シルバー・クリスタルが奮闘する。

### 第10章/ブラック・ホワイト編
ゲーム『ポケットモンスター ブラック・ホワイト』をモチーフにした章。主な舞台はイッシュ地方。
主人公であるブラックとホワイトは共に物語開始時点で14歳であり、新主人公が14歳となるのは初めてとなる。
モチーフになったゲームソフトと最初に連載された雑誌の発売が同日になったのはこの章が初めてである。また、2011年度をもって『小学四年生』が休刊になったため、学年誌で連載された最後の章となった。
本章が初めて単行本で発売された頃の一方、連載誌では物語の展開は終盤に突入していた。そのため単行本の刊行ペースが非常に早く、全9巻がわずか1年半の内にリリースされた。
あらすじ
イッシュ地方のカノコタウンに「ポケモンリーグ優勝」という夢を持つ少年ブラックがいた。9年がかりで旅の準備を進めてきたブラックはアララギ博士からやや強引にポケモン図鑑とポカブを受け取り、1年後に開かれるポケモンリーグの会場を目指し旅立つ。
旅立ちから間もない日、ブラックは野生ポケモンとのバトルで近くで行われていたCM撮影を台無しにしてしまう。困り果てたブラックであったが、そこに居合わせていたポケモン芸能事務所「BWエージェンシー」の女社長ホワイトの助け船で難を逃れる。ホワイトから撮影費用の弁償の肩代わりをする代わりに旅の同行を依頼されたブラックは社員としてホワイトと共に旅立つ。
ポケモンリーグ優勝と一流のポケモンタレント育成というそれぞれの夢をかなえるため冒険を続ける二人だが、旅の行き先でポケモンの解放を目的とする集団プラズマ団やプラズマ団の王・Nと遭遇し、プラズマ団の数々の陰謀に立ち向かう。

### 第11章/ブラック2・ホワイト2編
ゲーム『ポケットモンスター ブラック2・ホワイト2』をモチーフにした章。主な舞台はイッシュ地方。
時系列は第10章の出来事から2年後であり、主人公のキャラ設定は、歴代の中でも特に異色な設定がなされている。
第10章とは対照的に、連載開始はモチーフとなったゲームソフトの発売より1年以上後となった。また、第12章の連載が優先されたため、『コロコロイチバン!』と『ポケモンファン』合わせて僅か6回で連載休止したため、単行本1巻目（52巻）にして早くも描き下ろしが追加された。
第13章の連載終了後に2016年11月22日の更新から『サンデーうぇぶり』にて連載が再開された。その後2018年2月から休載状態にあったが、2019年3月15日の更新から連載再開され、2020年4月17日の更新において完結した。
あらすじ
プラズマ団の事件でブラックが行方不明になってから2年後。ヒオウギシティの「ポケモントレーナーズスクール」ではチェレンが教師となり、女の子にモテモテな少年・ラクツが友人のヒュウやペタシと共にスクールに通っていた。
ある日、ラクツたちのクラスにファイツという名の少女が転入して来る。バトル大会で優勝したラクツとファイツはベルからポケモン図鑑を貰う。何故か目立つことを嫌がるファイツだったが、彼女は元プラズマ団の下っ端だった。そしてラクツ自身も国際警察の警視という裏の顔を持ち、プラズマ団について調査していた。
スクール内の生徒を調べ尽くしたラクツは残るファイツに調査対象を絞り、後から来たハンサムを部下にファイツの調査に動く。そんな中、プラズマ団は闇の科学者・アクロマを新リーダーに迎え活動を再開する。

### 第12章/X・Y編
ゲーム『ポケットモンスター X・Y』をモチーフにした章。主な舞台はカロス地方。
第7章の出来事から数年後の話だが、具体的な時系列は現時点で不明となっている。
前述のように今章から今までの単行本とは別に、『コロコロイチバン!』連載分を収録した先行版が『ポケットモンスターSPECIAL X・Y』のタイトルで発売された（全6巻で、全39話）。先行版では話数を『エピソード○』と表記し、サブタイトルは「（ポケモンの名前）、【動詞】」という方式になっており、通常版でも同様になっている。
あらすじ
アサメタウンに住んでいるポケモントレーナーの少年・エックスはポケモンバトルのジュニア大会で優勝し、次期四天王候補等と持て囃され、一目置かれていたがマスコミや取材陣が原因で家に引きこもるようになってしまう。元サイホーンレーサーでスカイトレーナーを目指すエックスの幼馴染の少女・ワイを始めとする友人たちはなんとか彼を家から出そうとするが、それは叶わずにいた。
ある日、ワイ達がいつものようにエックスを説得している途中、ゼルネアスとイベルタルの伝説ポケモン2匹が戦いを始め、アサメタウンは壊滅的な被害を受けてしまう。さらに混乱の中でエックスは所持品のメガリングを「フレア団」と名乗る組織に狙われ、自宅も燃やされてしまう。一連の事件によって大切なものを失ったエックスたち5人はアサメタウンから出発することになる。

### 第13章/オメガルビー・アルファサファイア編
ゲーム『ポケットモンスター オメガルビー・アルファサファイア』の「エピソードΔ（デルタ）」をモチーフにした章。主な舞台はホウエン地方。
本編では初となるWebコミックとしての連載となり、『クラブサンデー』および『サンデーうぇぶり』で毎月第一火曜日に更新された。
先行版では話数を『EPISODE ○』と表記し、サブタイトルは設定されていなかったが、通常版ではサブタイトルは『X・Y編』と同様に「（ポケモンの名前）、【動詞】」という方式になっている。
あらすじ
カイオーガとグラードンの出現でホウエン地方が天変地異に晒されてから4年が過ぎたころ、突如として進行方向を変えた巨大隕石がこの星に接近しつつあることが判明する。残り10日で星が壊滅するという危機的な状況の中、ホウエン地方の図鑑所有者たちが立ち上がる。

### 第14章/サン・ムーン・ウルトラサン・ウルトラムーン編
ゲーム『ポケットモンスター サン・ムーン』および『ポケットモンスター ウルトラサン・ウルトラムーン』をモチーフにした章。主な舞台はアローラ地方。
Webコミックへの連載により『ポケモンファン』での連載が休止した為、『コロコロイチバン!』のみでの連載となった。先行版では話数を『エピソード○』と表記し、サブタイトルは「【漢字二文字】!!〇〇!」という方式になっている。  
あらすじ
届け物を持ってアローラ地方を旅する少女・ムーンは、貯金1億円を目指しナマコブシ投げのバイトに励む少年・サンに出会う。

### 第15章/ソード・シールド編
ゲーム『ポケットモンスター ソード・シールド』をモチーフにした章。主な舞台はガラル地方。
先行版では話数を『エピソード○』と表記し、サブタイトルは「【カタカナの動詞】!!〇〇」という方式になっている。

### 第16章/スカーレット・バイオレット編
ゲーム『ポケットモンスター スカーレット・バイオレット』をモチーフにした章。主な舞台はパルデア地方。
この章から『コロコロイチバン！』から1ヶ月遅れでwebサイト『週刊コロコロコミック』でも同内容の連載を開始した。また、2025年4月号で『コロコロイチバン！』での掲載を終了し、『週刊コロコロコミック』の連載に一本化する。
先行版では話数を『ep(エピソード)○.』と表記し、サブタイトルは「【漢字二文字】!!〇〇!!(VS（ポケモンの名前）)」という方式になっている。

## 登場人物

### カントー地方
- レッド
- オーキド・グリーン
- ブルー
- イエロー・デ・トキワグローブ

### ジョウト地方
- ゴールド
- シルバー
- クリスタル

### ホウエン地方
- ルビー
- オダマキ・サファイア
- エメラルド

### シンオウ地方
- ダイヤモンド
- パール
- プラチナ・ベルリッツ

### イッシュ地方
- ブラック
- ホワイト
- ラクツ
- ファイツ

### カロス地方
- エックス
- ワイ・ナ・ガーベナ

### アローラ地方
- サン
- ムーン

### ガラル地方
- 剣創人
- 盾シルドミリア

### パルデア地方
- バイオレット・ラング
- スカーレット・コイト

### その他
- 伝説のポケモン・幻のポケモン
- 敵役
- ジムリーダー
- 四天王
- フロンティアブレーン

## 用語
ここでは本作オリジナルや独自色の強いものについて記述する。キャラクターに近い物は登場人物の項目を参照。

### 第1章
ポケモン図鑑
ポケットモンスター（ポケモン）の分布（生息地）・足跡・鳴き声などの生態などを記録する電子機器。作中では入手できる人物が限られており、所有者は「図鑑所有者」と呼ばれる。
カントー地方・ジョウト地方・ホウエン地方に滞在する図鑑所有者が所持するポケモン図鑑は全てオーキド博士が単独で製作しており、シンオウ地方に滞在する図鑑所有者が所持するポケモン図鑑はオーキド博士とナナカマド博士の共同開発で製作された。
ゲーム版のようにポケモンの生態を調べる機能以外にも野生のポケモン・トレーナーが所持するポケモン問わずレベルや能力・習得技を調べることが可能。ポケモンの進化キャンセルも図鑑所有者の特権で、ポケモン図鑑から発信する波動がポケモンの進化を止める。地方ごとの3機のポケモン図鑑が初回に名前と指紋を認証した「所有者」の手にあり、近くに集まると共鳴音が鳴る。これらの基本機能は第9章までに登場するポケモン図鑑全てに備わっている。
レッドのポケモン図鑑は特別に手持ちのピカ（ピカチュウ）の機嫌や状態を示す機能が搭載されている。第3章で登場する2代目図鑑以降はさらにポケモン追尾システム・通信交換機能をはじめとした大幅な機能追加がされている。第13章ではポケモンの3D表示機能が追加された。
第10章でアララギ博士が製作したポケモン図鑑は、現在のところ原作と同じポケモン生態表示の機能しか使われておらず、以前までの章のポケモン図鑑と同じ機能があるかは不明。
第14章ではシトロンによって開発された、 ロトムが内部に入る事で特殊な変化を起こせるようにした新しいポケモン図鑑「ロトム図鑑」が登場する。ロトム図鑑状態ではロトムと会話できる・図鑑だけで空が飛べるようになる・ポケモンの言葉を通訳してくれるなどさらに利便性が向上するが、図鑑本体の管理状態が悪いとロトムが嫌がって中に入ろうとしないという欠点がある。
第15章ではロトムが入ったスマートフォン「スマホロトム」に図鑑の機能がインストールされている。また、これにはワイルドエリアの「巣穴」の中にいるダイマックスポケモンの種類を判定するアプリも入っている。ロトム図鑑同様飛行能力を持つが、所有者と会話する機能は現在のところ確認されていない。

モンスターボール
野生のポケモンの捕獲、携帯のために作られた道具。内部には鳥ポケモンの羽根や虫ポケモンの糸を加工して作る「キャプチャーネット」という目に見えない程細かく、伸縮性と強度に優れる捕獲網が仕込まれていて、これが捕獲時にポケモンをボール内に引き込む。職人が「ぼんぐり」という木の実で作るボールは工場で製造される市販の物より高い性能を持っているが、実力がなければ使いこなせないという。
本作では中を確認したり、内部のポケモンが外の様子を見る事ができるように上半分が透明になっている。また、手持ちのポケモンが6匹いる状態で新たにポケモンを捕まえた場合、本作では「預かりシステム」やポケモンの研究者は存在するがトレーナー1人が携帯できるポケモンの数に上限はなく、手持ち6匹とは育成の際に均等な愛情を注ぐ事ができる数としてポケモン協会が定めたものとなっている。
伝説や幻のポケモンも含め、ポケモンにはそれぞれ「当て所」という部位があり、そこにボールを命中させると通常よりも非常に高い捕獲効果を発揮する。ポケモンの「生命エネルギー」が集中しているという事だが、ポケモンバトルにおける「急所」との関係は不明。
作中ではモンスターボールを独自に加工することで、それぞれの特技に応じた戦術を使うトレーナーがいる（シバのヌンチャクやキョウ・アンズの手裏剣、エリカの弓矢、ハヤトのブーメラン、イブキの鞭、イエローの釣竿、ゴールドのキューなど）。
原作で呼ばれる「モンスターボール」は一般トレーナー向けのボールとされており、ジムリーダーは「スーパーボール」、四天王は「ハイパーボール」というように、トレーナーの階級によって使い分けられる傾向にある。大財閥ベルリッツ家の令嬢であるプラチナが普通のモンスターボールを使用している事から、スーパーボールやハイパーボールはゲームのように一般販売されていないと考えられる。ミュウツーは「マスターボール」で捕獲された。
トレーナーバッジ
本作では特殊なエネルギーがあり、他の機械と組み合わせる事で新たなポケモンを生み出したり（呼び出したり）、ポケモンを操る効果も持つ。悪の組織・勢力に悪用される事も多い。
第3章で判明したが、ジムバッジはジム戦などで一般トレーナーに配られる簡易版と、ジムリーダー自身が身分証明として所持する純正ジムバッジが存在する。
カントー地方以外の地方のジムバッジに同様のエネルギーがあるかは不明。
カントー・ジョウト地方で行われた第10回ポケモンリーグとホウエン地方のポケモンリーグではバッジを8つ集める事が予選免除の条件として挙げられ、イッシュ地方ではポケモンリーグに参加するために8つのバッジを集める必要があった。シンオウ・カロス地方ではバッジを集めた特典などは明言されていない。
絶縁グローブ
ロケット団が開発した電気の耐久力を備えたグローブ。シルフカンパニーでマチスが着用していたアンダースーツの一部であり、マチスは「ゴム製」と言っていたが実際はロケット団の科学技術で作られた独自の素材で出来ている。その後はレッドがマチスから奪い取って、常時自分の手にはめている。指の部分はアンダースーツと同様に透明色。第2章で理科系の男・アキヒトが切れ端を拾い、アンダースーツを再現した。第3章終了後はピチュ（ピチュー）を鍛えるゴールドに貸している。
エネルギー増幅機
ジムバッジのエネルギーを増幅させるための道具。ジムバッジをはめ込む穴が7つあり、7種類のカントー地方のジムバッジをはめ込むことで融合されたエネルギーが発動する。ブルーの知識によれば新たなポケモンを手に入れる事ができるらしいが、実際はファイヤー・サンダー・フリーザーの融合体である、サ・ファイ・ザーを完成させるものだった。なお、はめ込むジムバッジは先述の配布用か純正ジムバッジかは問わない。
第2章では、8つめのジムバッジをはめ込む部分が中央にあった事が判明。そのエネルギーを用い四天王ワタルは伝説のポケモン・ルギアを支配しようとした(正体は第3章で判明する)。
ポケモンリーグ
ポケモントレーナーの頂点を決める、ポケモン協会主催の大会試合。ゲーム版では四天王、およびチャンピオンと戦える場所だが、作中では一般トレーナー達によるトーナメント戦で、物語によってはその優勝者が四天王や現チャンピオンと戦い、勝つ事で初めて新チャンピオンとなれる仕組みで、厳しい道のりとなっている。
この大会におけるバトルのルールでは、使用ポケモンの上限は6匹で入れ替えは自由、その内1匹でも戦闘不能になれば敗北になる。

### 第2章
特別な進化の石
何回使用しても進化の石としての力を失わない、一部のポケモンを進化させる石。
この種類にはそれぞれほのおのいし・みずのいし・リーフのいし・かみなりのいしの計4種類がある。
クチバ湾の海底に存在し、かつてレッドのニョロがニョロゾからニョロボンに進化したのもそのためだとカントー地方のポケモンだいすきクラブ会長は語る。
イエローが辿りついた時はリーフのいしだけが残っていた。実は他の3つの石はサカキが入手し、レッドに手渡していた。
スオウ島
第2章で登場。カントー四天王の根城となる島。元々は『ピカチュウげんきでちゅう』に登場した島だが、設定は異なる。
地図には載っておらず野生ポケモンも生息していない。島の中は鍾乳洞になっており、一部には腐食性のある水性粘液の溜り場もある。頂上は活火山で溶岩が沸いている。
島には7つの石柱があり、スオウ島そのものがバッジのエネルギーを増幅するものである。
トキワの森の不思議な力
イエロー・ワタルが持つポケモンの回復・読心・強化が可能な力。トキワの森に伝わる不思議な力であり、この力を持った者が10年に1人生まれるという言い伝えがある。

### 第3章
ポケモン協会
各地方のポケモンリーグ・四天王・ジムリーダーを統率する公的機関。カントー地方・ジョウト地方・ホウエン地方・シンオウ地方・イッシュ地方・カロス地方・ガラル地方は統一された規約の下に動き、地方を越えた巨大な組織となっている。カントーとジョウトでは同一の協会が管理しており、本部はコガネシティに存在する。
ジムリーダー就任資格試験
ポケモン協会がジムリーダー選出のために課す実戦形式の試験であり、ポケモンバトルの技術や知識、人格などが厳しくチェックされる。まず受験資格を得なければならないが、そこまでの詳しい形式は不明。
水晶壁
伝説のポケモンの1匹・スイクンが敵を阻むため作り出す結界。スイクンの額の形をしていて完成にはある程度時間が掛かるが、一度完成するとスイクン自身と「とうめいなスズ」を持つ者以外は入る事も出る事もできなくなる。
ジムリーダー対抗戦
カントー・ジョウト第10回ポケモンリーグのセレモニーとして企画された、カントー・ジョウト各地方のジムリーダー計16人がそれぞれ1対1で対戦するエキシビジョンマッチ。最終的に勝数の多い方が勝利する。ジョウト地方側の主将はヤナギが務め、カントー地方側の主将はエリカが務めた。
バトルのルールは入れ替え戦、使用ポケモンの内1匹でも戦闘不能になれば敗北の公式リーグと同じものになっている。
本当の目的はジムリーダーの1人だと目星を付けた「仮面の男」の正体を突き止めるため。
仮面の子供（マスクド・チルドレン）
第3章の9年前より「仮面の男」の手足として働いていた子供達。シャム・カーツ・イツキ・カリン・ブルー・シルバーの6名。ポケモンについての専門分野をそれぞれ教え込まれた（ブルー・シルバーは進化と交換）。
ブルー・シルバーは「仮面の男」が操る伝説のポケモン・ホウオウに誘拐される形で無理やり連れ去られてきたが、イツキ・カリンは自ら志願し弟子入りしている。
年齢は3歳刻みで、当初の年齢は上から順にカーツ（17歳）・シャム（14歳）・カリン（11歳）・イツキ（8歳）・ブルー（5歳）・シルバー（2歳）となっている。
「仮面の男」については、悪の組織・勢力の項目を参照。
時間のはざま（ときのはざま）
時を渡る通り道となる異空間。幻のポケモン・セレビィがウバメの森の祠に舞い戻るとき、その入り口が開かれる。普通の状態で入るとうねりに押しつぶされ命を落としてしまうため、入り込むにはホウオウの「にじいろのはね」とルギアの「ぎんいろのはね」が必要。エンテイ・ライコウ・スイクンもこの空間に9年間封印されていた。
GSボール
「時間をとらえるモンスターボール」と呼ばれ、ガンテツの「モンスターボール作成秘伝の書」の最後に記されている伝説のボール。
ゲーム版ではセレビィを出現させるアイテムだったが、本作ではそのままセレビィを捕獲するボールとして使用される。「にじいろのはね」と「ぎんいろのはね」が捕獲網として使われているため、時間のはざまの入り口を直接開く事もできる。

### 第4章
紅色の宝珠・藍色の宝珠（べにいろのたま・あいいろのたま）
ゲーム版ではグラードン・カイオーガをそれぞれ目覚めさせる道具として登場するが、本作では独自の設定が大幅に追加されている。宝珠に念を送ることで操る力を持っているが、操る者の精神が弱いと次第に精神の方が宝珠に取り込まれ、さらに宝珠そのものが体内に入り込まれて逆に支配されるようになる。この時、グラードン・カイオーガの模様が体表面に浮かび上がる。入り込まれた宝珠を取り出すには非常に強い精神力を要する。ゲーム版にてすてられ船で拾える探知機は、本作ではこの2つの宝珠の探知機ということになっている。事件の収束時に役目を終えた宝珠は砕け散った。
第13章にて破片の状態から宝珠の姿を取り戻し、自然エネルギーの塊であることが明言された。これをグラードン・カイオーガがそれぞれ体内に取り込むことで、失われた本来の姿とあるべき強大な力を取り戻した「ゲンシカイキ」と呼ばれる超古代ポケモン限定の状態に変化することが可能となる。
隕石グラン・メテオ
宇宙より降ってきた隕石。本作ではエネルギーを抑え込む力を秘めており、アクア団がその力に着目し、手に入れたソライシ教授を騙してフエンの火山活動を停止させた。その際欠片をサファイアが拾い、後にマツブサ・アオギリの体内に取り込まれた宝珠に打ち込んで取り出させた。
第5章で後にデオキシスとなる生命体が付着していたことが明らかにされた。
チャンピオンマント
ポケモンリーグを制覇し、チャンピオンとなった者のみが纏う事を許されるマント。作中で最初に着ていたのはダイゴだが、後にミクリへと受け継がれた。

### 第5章
究極技伝承の輪
2の島の老婆・キワメがトレーナーに授けている草の究極技"ハードプラント"・炎の究極技"ブラストバーン"・水の究極技"ハイドロカノン"の技が封じ込まれている輪。技マシンや秘伝マシンの原型になったと言われている。技を習得するには輪を腕に付け、ある程度の「鍛え」が必要。それが一定に達すると輪の表面に光る文字が浮かび、腕から外れる。習得の難度はトレーナーの素質に大きく左右される傾向があり、シルバー・ルビー・サファイア・エメラルドは短時間で習得でき、ほとんどの図鑑所有者達は長くても半日で取得できているが、実際はそのようなトレーナーは極少数なようで、ゴールド程度の素質では2ヶ月かかっている。また、第5章時での習得者は22年ぶりらしく、ブルーの習得速度の時点でキワメ自身「みらくる」と驚いている。
ちなみに、この輪を腕に付けている者はキワメから20尺（約6メートル）以上は離れられないという。第6章ではホウエン地方の図鑑所有者3人とシルバーに伝承させるため、特別に持ち運べるようになっていた。
跳ノ道・拾ノ道・戦ノ道
上記の究極技伝承のためにキワメが2の島・きわの岬に造った修練場。30町（約3.3キロメートル）を10町ずつに区切った全3つの動く廊下上で修練を行う。跳ノ道・拾ノ道は原作ゲームのミニゲームを基としている。
跳ノ道（とびのみち）
フシギバナのツルをリザードンが回し、大縄跳びしながら後ろに加速する廊下を走り抜ける。
拾ノ道（ひろいのみち）
用意されたドードリオに乗り、途中で落ちてくる木の実を一つ残らず受け取りながら前に加速する廊下を走り抜ける。
戦ノ道（たたかいのみち）
修行に挑むトレーナー同士がそれぞれ独立して走りながらポケモンバトルを行い、その攻防に応じて速度が変わる廊下を先に走り抜けるか、その前に相手のポケモンを全て倒した方の勝ちとなる。
レッド・グリーンが挑んだ時は6匹使用のダブルバトルをした。
バトル・サーチャー
半径100メートル以内にいる戦意のあるトレーナーをサーチし、相手のいる方向を光のラインで指し示す道具。レッド・グリーンが修行している間に3の島で暴走族をデオキシスが蹴散らし、その直後にサカキがロケット団として現れ、第5章の事件にロケット団が絡んでいると見たマサキがカントー地方の図鑑所有者達に渡した。
ゲーム版では一度戦った一般のトレーナーと再戦できる道具で建物や洞窟の中では使えないが、本作では最初に渡された4の島のいてだきの洞窟で使い、ゲームでは適用されないロケット団の戦意をサーチした。
ブラックポケデックス
ロケット団三獣士・チャクラが作り出した「黒いポケモン図鑑」。
デオキシス捕獲のための準備として、カントー地方の図鑑所有者、レッド・グリーン・ブルーから図鑑を奪い、中の戦いのデータと図鑑の構造を元に製作されており、本物には無いポケモンの技や体力、強さを独自の基準で数値化するオリジナル機能が付いている。
ルビー・サファイア
ゲーム版ではネットワークマシンを完成させるための部品となる宝石だったが、本作では上述の紅色の宝珠・藍色の宝珠の欠片である。ホウエン地方の風土を再現する力があり、風土によってフォルムチェンジするデオキシスの能力を補うためにロケット団が使用した。事件後はマサキによって回収されマユミ・アズサ姉妹がそのルーツを探っていたが、第13章にて周囲のエネルギーを吸収してかつての「宝珠」の形に姿を変える。

### 第6章
ジラーチ報告書（ファイル）
幻のポケモン・ジラーチについて記録された報告書。表紙には「R」のマークが書かれている。キワメからオーキド博士に渡され解読していたところを、甲冑の男（ガイル・ハイダウト）にその内容のディスクを奪われる。最終ページにはジラーチに願いを伝える方法（腹部の「第3の目」を開かせる）が記されており、その後はホウエンのフロンティアブレーンの1人であるダツラに渡され全文を読み解かれた。
翠色の宝珠（みどりいろのたま）
紅色の宝珠・藍色の宝珠のようにレックウザを操るための媒介としてポケモン協会が人工的に作り出そうとしていたもの。力が極限まで高まると萌木色に変化する。結局計画は失敗し、核となる宝石が川に捨てられたところをエメラルドが拾い、第6章では自身の額に装着している。この宝珠の力のおかげで「さいはてのことう」の土による鎮静作用が増幅され、フロンティア中の暴れまわるポケモン達を一度に静める事ができた。
第13章ではセンリに貸与されており、レックウザ出現に伴いルビーの手に渡った。この宝珠があったおかげで、かろうじてだがルビーは交渉中に命を落とさずに済んだ。さらに最終決戦直前にカラクリ大王達の手に預けられ、サファイアが身につけるスーツに装着された。

### 第7章
ベルリッツ家
プラチナの家で、200年以上続くシンオウ地方一の大財閥であり、地方中に超高級ホテルなどの様々な物件を所有している。学者の家系であり、現在はナナカマド博士の研究に父娘揃って力を借している。上述のあらすじの通り、家を継ぐ者はその証である家紋を刻んだアクセサリーを作るため、その材料を得るためにテンガン山まで旅をするという伝統がある。また、ジョウト地方で行われていた「レックウザ捕獲プロジェクト」にも金銭面で協力しており、プロジェクト失敗後は閉鎖された研究施設の管理も継続している。
タウリナーΩ（オメガ）
ダイヤモンドが夢中になっている人気ロボットアニメ。
レッドの手持ちポケモン達が登場キャラクターのモデルとなっている。（フッシー指令・ピカ隊員など）各隊員が乗り込むタウリプレーンなどの5種類の乗り物が合体ロボットとなり、悪の組織と戦う物語。
第9章でジョウト地方のラジオディレクター・ヒロオが企画した番組である。
前番組は「ブロムヘキサーΣ（シグマ）」であり、タウリナーΩの企画書を見て、興味を持ったシルバーがこの作品の時点でゴールド宅に入り浸っている。
反物質発生装置
ギンガ団が「負の産物」と呼び作成途中で未完成のまま封印された装置。特殊な光線を放出し、受けた者は現在の空間から切り離され、この世の裏側と呼ばれる「やぶれた世界」へと飛ばされる。

### 第8章
インターナショナルポリス・アームズ
国際警察捜査官のラクツ・ハンサムが使用する道具。ハンサムが所持するものはほとんど不良品、あるいはハンサム自身が使いこなせていない。国際警察の資格を剥奪されると使用不可能になる。
No.1 エクセレントスコープ
レンズが何重にもなった眼鏡。売れ残りの特売品らしく、しょうぶどころで使うがすぐに壊れた。
第10章では「エクセレントスコープ改」が登場。
No.2 インビジブルクロース
体を覆って身を隠す布。しょうぶどころに潜入するため使うが、バクにすぐ見破られた。
第11章ではラクツが使用し、負傷したフタチマルを隠した。
No.3 バリアブルロープ
フックがついたロープ。対象に投げつけて引っかけ、滑車で移動する。
No.4 プロテクトロック
岩に見せかけた1人用のシェルター。プラチナのミミロップの"きあいだま"を防いだ。
実は幾つもあり、ハードマウンテンではプルートとギンガ団のSHITAPPAの足止めに使う。
No.5 ギャラクチカジェット
背負って使う小型のロケット。空を飛ぶことができるが欠陥があるようで変な音がしたり爆発することがある。
No.6 バトルレコーダー
バトルフロンティアの挑戦者が誰でも持っている、施設制覇の記念プリントをストックしたり、バトルの記録をする道具。他の道具とは全く関係がない。
No.7 ハイパーコンパクトワンタッチテント
一人分の小型テント。大人のハンサムの下半身ぎりぎりしかなく、出した翌朝には足が突き破って穴が開いていた。
No.8 グレイトフル・アンブレラ
バトルルーレットの「あられ」状態を防ぐため出した傘。しかし、そのあられを防ぎきれず、直後にぼろぼろになってしまった。
No.9 ラウドフルスピーカー
拡声器。ハードマウンテンでバクに呼び掛けるため出した。
No.10 スーパーハードタイトテープ
目覚めたヒードランに命令するプルートの口封じと拘束に出したテープ。
第10章では七賢人のヴィオと手持ちのフリージオの逮捕に使う。
No.11 アジャスタブル・ワッパ
ロープ付きの手錠。名前は第11章で判明。
No.12 インターナショナルスマートサテライトフォン
見た目はスマートフォン。
No.13 アンビリーバボーメタモルフォーゼセット
単なる鼻メガネであり、イッシュ地方のポケモンリーグ会場に潜入するための変装に使う。
No.14 ミミックバルーンタイプF
フワライドの形を模した気球。レシラムを扱いきれていなかったブラックに助言することを考えていたアララギ博士（父）のために出した。窮屈だが、3人まで乗れる。
No.15 レコードバブル
マイクに向かって喋るとシャボン玉が出て来て、それを割ると喋った声が聞こえてくる。第2章でブルーも使っていた。

### 第10章
BWエージェンシー
ホワイトが経営しているポケモン専門の芸能事務所。自身のぶぶちゃん（ポカブ）を始め、トレーナーからポケモンを募集しタレントポケモンに仕立て上げている。ブラックと出会うまで社員のいなかった極めて小規模の会社だが仕事の依頼はとても多く、一目置かれている。ゲームで登場するポケモンミュージカルも本作では彼女によって作られたものである。

### 第12章
5人の誓い・5つの誓い
フレア団に追われる身となったエックス・ワイ・ティエルノ・トロバ・サナ達5人が立てた。内容は以下の通り。
一、知らないオトナについていかないこと
一、知らない建物に入らないこと
一、むやみに人に名前を教えないこと
一、電話やホロキャスターを使わないこと
一、仲間とはなれない、5人はいつもいっしょであること
メガシンカ
限られたトレーナーとポケモンだけが心の結びつきによって、戦闘中や超高度の長距離移動など飛び抜けたパワーを必要とする場面でのみ一時的に起こす事ができる現象。進化を超えた進化とも称される。メガシンカマスター（カロス地方ではコンコンブルが該当）によって認められた者が「継承者」となり、管理しているキーストーンを授けられる。また、メガシンカマスターは自分が認めた相手に技術伝承のみを行う権利を与える事が許されている。ポケモンが持つメガストーンは自力で見つける必要があるが、メガシンカできるポケモンは本能的にその在りかが分かるという。原則的に「一度のバトルでメガシンカできるポケモンは、キーストーン1個につき1匹だけ」となっているが、ミュウツーとカツラに関しては例外的に形態変化が可能。エックスはこの原則を利用して5つのキーストーンを同時使用によって五連メガシンカを成し遂げているがこの荒技はトレーナーへの負担が大きく、戦闘以外に意識を向けられない程に集中し周囲の声も聞こえなくなってしまう。
第12章ではエックス・ワイ・グリーン・コルニ（一時的にフラダリ）・カルネ・カツラ・コンコンブルの弟子達、第13章ではルビー・サファイア・エメラルド・レッド・ブルー・ダイゴ・マツブサ（後にホカゲ）・アオギリ（後にシズク）・サカキ・ヒガナ・流星の民がメガシンカの使い手となった。
エイパムアーム
シトロンの発明品。リュックに接続されている伸縮自在のアーム。長さについてはけろけろ（ケロマツ）の跳躍力に劣るが、物を掴む機能のほかにセンサーやカメラが組み込まれており、シトロンがかけている眼鏡やリュックについているモニターに映像が映し出される。

### 第13章
次元転移装置
メガシンカしたポケモンの生体エネルギー（物理的な力と精神的な力が合わさったような「生きようとする力」とされる）を動力源とする装置。この生体エネルギーを吸収盤で万能の∞エナジーへと変換し、作り出されたワープホールによって巨大隕石をこの惑星ではないどこかへ送る事ができる。第12章に登場する最終兵器の技術を応用したものであるため、生体エネルギーを吸収されたポケモンは正視に耐えないほどの苦痛を味わうだけでなく、きのみや薬、ポケモンセンターを使っても回復に数ヶ月かかる程に激しく消耗してしまう。
流雲線（りゅううんせん）
ドラゴンポケモンが飛んだ後にできる、人間には見えない飛行機雲。これが交差したポイントはポケモンが立つ事ができる足場となる。

### 第14章
Zワザ
トレーナーからポケモンへ、オーラのようなものが注ぎ込まれる事で使える強力な技。発動のためには「かがやくいし」を加工した「Zリング」、「Zクリスタル」、「ゼンリョクポーズ」の3つの条件が必要。ゼンリョクポーズは考えて行うのではなく、体が流れで覚えて自然に動ける状態でなければならず、目標や意思を持って力を呼び込みポケモンに送り出さなければならない。加えてトレーナーとポケモンの心身への負担も大きく、気力体力を消耗するため連発は難しい。3つの条件さえ揃っていれば不完全でも発動できるが、意図せず発動してしまった場合は大きな力が流れ込んだショックで失神してしまう事もある。

### 第15章
ダイマックスシミュレーター
シルドミリアが作った立体映像投影装置（いわゆるホログラム）。巨大なポケモンが本当にいるように見せる物で、ジムチャレンジでのダイマックス戦への対策としている。
不用意に使うと通行人を驚かせてしまうため、VRゴーグルを用いたシミュレーションも開発している。攻撃された実感があった方がいいからという理由で高周波の電気刺激で技を体感できるようになっており、ケガをすることはないものの、痛みのショックは受ける。
また、パワースポットが存在しないルートナイントンネルでダイマックスしたウオノラゴンが出現した際には、これの存在から容疑者とされるのを防ぐため、変装して行動することとなった。
マグノリア号
マグノリア博士が所有するトレーラーハウス。オートドライブも可能なトラックでけん引され、ダイマックスシミュレーターのプログラミングやデータの解析を行うシルドミリアのオペレーションルームや創人の身具工房のほか、シャワー、トイレ、シンク、冷蔵庫なども完備されている。
身具（しんぐ）
一部のポケモンが身につける「得物」のことで、ポケモンの生活やバトルの必需品。カモネギのネギ、ガラガラの骨、ダイケンキのアシガタナ、マフォクシーの杖、ドテッコツの鉄骨、サルノリのスティック、カヌチャンのハンマーなどが該当する。シルドミリアによると、この呼称は創人が勝手につけたものらしく、少なくともマナブが元いた地方では一般的ではない模様。
第15章の主人公である創人は身具の調整を生業とする身具職人である。

## ポケモンレンジャー the Comic
ゲーム『ポケモンレンジャーシリーズ』を題材にしたWebコミックがかつてポケモンだいすきクラブに掲載されていた。本作と同じく日下がシナリオを、山本が作画を担当し、世界観も本作と同一である。
Wミッションストーリー ポケモンレンジャー the Comic
舞台はフィオレ地方。『ポケモンレンジャー』（第1作）のうち、映画『劇場版ポケットモンスター アドバンスジェネレーション ポケモンレンジャーと蒼海の王子 マナフィ』の特別前売券特典でプレイできた極秘ミッション（Wミッション）を基にしたストーリー。全5話。2006年掲載。
Wミッションはゲームではエンディング後の設定だが、本作品ではゴーゴー4兄弟が出るなどといったストーリーの変更点がある。
ポケモンレンジャーバトナージ the Comic
舞台はアルミア地方。『ポケモンレンジャー バトナージ』を基にしたストーリー。全4話。2008年掲載。
頭に膨大なデータが詰まっているマニアックな少年「ハジメ」と機械いじりが大好きでドジな少女「ヒトミ」が主人公となり、トップレンジャーとして活躍する。2人とも血液型はB型の16歳。
このうち『ポケモンレンジャー the Comic』は、第1話のみ画集『ポケットモンスターSPECIAL 山本サトシ画集』に収録。他の話は単行本化されていないが、日下は「いつかは単行本化をやる」と語っている。また、第8章のラストでは『ポケモンレンジャー the Comic』の登場人物について、わずかながら触れられている。

## 書誌情報
発売元は全て小学館。

### 単行本
- 日下秀憲（シナリオ）真斗・山本サトシ（作画）
- 発売日は小学館のWebサイト『小学館コミック』内のページ[46]を出典とする。

#### 通巻版
- 『ポケットモンスターSPECIAL』〈てんとう虫コミックススペシャル〉、既刊64巻（2023年2月28日現在）
  1. 1997年8月8日発売[単行本 1]、ISBN 4-09-149331-9
  2. 1997年12月16日発売[単行本 2]、ISBN 4-09-149332-7
  3. 1998年5月28日発売[単行本 3]、ISBN 4-09-149333-5
  4. 1998年12月16日発売[単行本 4]、ISBN 4-09-149334-3
  5. 1999年4月26日発売[単行本 5]、ISBN 4-09-149335-1
  6. 1999年11月27日発売[単行本 6]、ISBN 4-09-149336-X
  7. 2000年4月26日発売[単行本 7]、ISBN 4-09-149337-8
  8. 2001年8月8日発売[単行本 8]、ISBN 4-09-149338-6
  9. 2001年8月8日発売[単行本 9]、ISBN 4-09-149339-4
  10. 2001年8月8日発売[単行本 10]、ISBN 4-09-149340-8
  11. 2001年12月25日発売[単行本 11]、ISBN 4-09-149711-X
  12. 2002年4月26日発売[単行本 12]、 ISBN 4-09-149712-8
  13. 2002年8月28日発売[単行本 13]、ISBN 4-09-149713-6
  14. 2003年1月28日発売[単行本 14]、ISBN 4-09-149714-4
  15. 2003年7月28日発売[単行本 15]、ISBN 4-09-149715-2
  16. 2003年10月28日発売[単行本 16]、ISBN 4-09-149716-0
  17. 2004年2月28日発売[単行本 17]、ISBN 4-09-149717-9
  18. 2004年6月19日発売[単行本 18]、ISBN 4-09-149718-7
  19. 2004年10月28日発売[単行本 19]、ISBN 4-09-149719-5
  20. 2005年4月26日発売[単行本 20]、ISBN 4-09-149720-9
  21. 2005年12月24日発売[単行本 21]、ISBN 4-09-140096-5
  22. 2006年8月28日発売[単行本 22]、ISBN 4-09-140228-3
  23. 2006年10月27日発売[単行本 23]、ISBN 4-09-140254-2
  24. 2007年1月26日発売[単行本 24]、ISBN 978-4-09-140318-6
  25. 2007年3月28日発売[単行本 25]、ISBN 978-4-09-140329-2
  26. 2007年6月23日発売[単行本 26]、ISBN 978-4-09-140366-7
  27. 2007年8月28日発売[単行本 27]、ISBN 978-4-09-140398-8
    - 限定版、ISBN 978-4-09-159050-3

  28. 2007年12月25日発売[単行本 28]、ISBN 978-4-09-140456-5
  29. 2008年11月27日発売[単行本 29]、ISBN 978-4-09-140743-6
  30. 2008年12月25日発売[単行本 30]、ISBN 978-4-09-140770-2
  31. 2009年3月27日発売[単行本 31]、ISBN 978-4-09-140799-3
  32. 2009年6月19日発売[単行本 32]、ISBN 978-4-09-140839-6
  33. 2009年10月28日発売[単行本 33]、ISBN 978-4-09-140868-6
  34. 2010年2月26日発売[単行本 34]、ISBN 978-4-09-140887-7
  35. 2010年5月28日発売[単行本 35]、ISBN 978-4-09-141057-3
  36. 2010年8月27日発売[単行本 36]、ISBN 978-4-09-141118-1
  37. 2010年11月26日発売[単行本 37]、ISBN 978-4-09-141207-2
  38. 2011年2月28日発売[単行本 38]、ISBN 978-4-09-141208-9
  39. 2011年7月28日発売[単行本 39]、ISBN 978-4-09-141314-7
  40. 2012年5月28日発売[単行本 40]、ISBN 978-4-09-141468-7
  41. 2012年6月28日発売[単行本 41]、ISBN 978-4-09-141497-7
  42. 2012年10月26日発売[単行本 42]、ISBN 978-4-09-141537-0
  43. 2013年1月25日発売[単行本 43]、ISBN 978-4-09-141583-7
  44. 2013年3月28日発売[単行本 44]、ISBN 978-4-09-141644-5
  45. 2013年6月28日発売[単行本 45]、ISBN 978-4-09-141684-1
  46. 2013年7月26日発売[単行本 46]、ISBN 978-4-09-141688-9
  47. 2013年8月24日発売[単行本 47]、ISBN 978-4-09-141587-5
  48. 2013年11月28日発売[単行本 48]、ISBN 978-4-09-141625-4
  49. 2014年1月25日発売[単行本 49]、ISBN 978-4-09-141699-5
  50. 2014年3月25日発売[単行本 50]、ISBN 978-4-09-141708-4
    - 初版限定特別版[単行本 51]、ISBN 978-4-09-159185-2

  51. 2014年7月25日発売[単行本 52]、ISBN 978-4-09-141809-8
  52. 2014年12月26日発売[単行本 53]、ISBN 978-4-09-141894-4
  53. 2017年8月8日発売[単行本 54]、ISBN 978-4-09-142412-9
  54. 2020年5月28日発売[単行本 55]、ISBN 978-4-09-142745-8
    - 特装版[単行本 56]、ISBN 978-4-09-943066-5

  55. 2020年5月28日発売[単行本 57]、ISBN 978-4-09-142746-5
    - 特装版[単行本 58]、ISBN 978-4-09-943067-2

  56. 2020年8月28日発売[単行本 59]、ISBN 978-4-09-143234-6
  57. 2020年11月26日発売[単行本 60]、ISBN 978-4-09-143248-3
  58. 2021年2月26日発売[単行本 61]、ISBN 978-4-09-143277-3
  59. 2021年5月28日発売[単行本 62]、ISBN 978-4-09-143308-4
  60. 2021年10月28日発売[単行本 63]、ISBN 978-4-09-143343-5
  61. 2022年2月28日発売[単行本 64]、ISBN 978-4-09-143389-3
  62. 2022年8月26日発売[単行本 65]、ISBN 978-4-09-143527-9
  63. 2022年11月28日発売[単行本 66]、ISBN 978-4-09-143564-4
  64. 2023年2月28日発売[単行本 67]、ISBN 978-4-09-143585-9

#### 先行版
第12章（X・Y編）
- 『ポケットモンスターSPECIAL X・Y』〈てんとう虫コロコロコミックス〉、全6巻
  1. 2014年4月28日発売[第12章 1]、ISBN 978-4-09-141779-4
  2. 2014年11月28日発売[第12章 2]、ISBN 978-4-09-141837-1
  3. 2015年6月26日発売[第12章 3]、ISBN 978-4-09-142036-7
  4. 2015年12月28日発売[第12章 4]、ISBN 978-4-09-142130-2
  5. 2016年6月24日発売[第12章 5]、ISBN 978-4-09-142190-6
  6. 2016年12月28日発売[第12章 6]、ISBN 978-4-09-142330-6

第13章（オメガルビー・アルファサファイア編）
- 『ポケットモンスターSPECIAL オメガルビー・アルファサファイア』〈てんとう虫コロコロコミックス〉、全3巻
  1. 2015年7月24日発売[第13章 1]、ISBN 978-4-09-142037-4
  2. 2016年2月26日発売[第13章 2]、ISBN 978-4-09-142137-1
  3. 2016年9月28日発売[第13章 3]、ISBN 978-4-09-142235-4

第14章（サン・ムーン編）
- 『ポケットモンスターSPECIAL サン・ムーン』〈てんとう虫コロコロコミックス〉、全6巻
  1. 2017年6月23日発売[第14章 1]、ISBN 978-4-09-142407-5
  2. 2017年12月27日発売[第14章 2]、ISBN 978-4-09-142596-6
  3. 2018年6月22日発売[第14章 3]、ISBN 978-4-09-142739-7
  4. 2018年12月28日発売[第14章 4]、ISBN 978-4-09-142870-7
  5. 2019年6月28日発売[第14章 5]、ISBN 978-4-09-143030-4
  6. 2019年12月27日発売[第14章 6]、ISBN 978-4-09-143158-5

第15章（ソード・シールド編）
- 『ポケットモンスターSPECIAL ソード・シールド』〈てんとう虫コロコロコミックス〉、全7巻
  1. 2020年6月26日発売[第15章 1]、ISBN 978-4-09-143217-9
  2. 2020年12月25日発売[第15章 2]、ISBN 978-4-09-143250-6
  3. 2021年6月28日発売[第15章 3]、ISBN 978-4-09-143329-9
  4. 2022年1月27日発売[第15章 4]、ISBN 978-4-09-143385-5
  5. 2022年7月28日発売[第15章 5]、ISBN 978-4-09-143534-7
  6. 2023年1月27日発売[第15章 6]、ISBN 978-4-09-143576-7
  7. 2023年7月28日発売[第15章 7]、ISBN 978-4-09-143640-5

第16章（スカーレット・バイオレット編）
- 『ポケットモンスターSPECIAL スカーレット・バイオレット』（てんとう虫コロコロコミックス）、既刊3巻（2025年3月28日現在）
  1. 2024年2月28日発売[第16章 1]、ISBN 978-4-09-143692-4
  2. 2024年9月27日発売[第16章 2]、ISBN 978-4-09-149784-0
  3. 2025年3月28日発売[第16章 3]、ISBN 978-4-09-154021-8

### コンビニコミック版
現在までに3度、コンビニコミック版が発売されている。
最初は2011年に、前述の単行本累計発行部数1000万部突破記念の一環として、『My First WIDE』レーベルで発売。収録内容は第4章。価格は620円だった。当初は全3巻の予定であり、第2巻は4月27日に、第3巻は5月27日に発売予定であったが、どちらも地震や津波といった災害描写が含まれるため、東日本大震災の影響により発売が見送られた。
その後3年間のブランクを経て、2014年に再度発売。収録内容は再び第4章。今度は全4巻構成となり、レーベルも『My First BIG Special』に変更された。第4巻には描き下ろしとして、第13章（オメガルビー・アルファサファイア編）のプロローグが掲載された。
2017年には連載20周年、およびポケモンアニメ・映画の20周年記念の一環として、『pbk－edition』レーベルのコンビニコミックが発売された。収録内容は第1章で、全2巻。
My First WIDE ポケットモンスターSPECIAL ルビー・サファイア編
1. 2011年3月26日発売、ISBN 978-4-09-162675-2

My First BIG Special ポケットモンスターSPECIAL ルビー・サファイア
1. 2014年10月24日発売、ISBN 978-4-09-119629-3
2. 2014年11月7日発売、ISBN 978-4-09-119633-0
3. 2014年11月21日発売、ISBN 978-4-09-119646-0
4. 2014年12月5日発売、ISBN 978-4-09-119666-8

ポケットモンスターSPECIAL pbk-edition 赤緑青編
1. 2017年7月4日発売、ISBN 978-4-09-142429-7
2. 2017年7月21日発売、ISBN 978-4-09-142430-3

### 関連書籍
- 『ポケットモンスターSPECIAL 山本サトシ画集』2016年3月15日発売[関連書籍 1]、ISBN 978-4-09-199043-3
- 『ポケットモンスターSPECIAL 20thアニバーサリーデータブック ポケSPedia』2017年8月8日発売[注 14]、ISBN 978-4-09-199048-8